# Marvin Heemeyer
Marvin John Heemeyer, född 28 oktober 1951, död 4 juni 2004, var en amerikansk bilmekaniker och svetsare från South Dakota. Den 4 juni 2004 använde Heemeyer en modifierad schaktmaskin för att riva rådhuset, en tidigare borgmästares hem och andra byggnader i Granby, Colorado. Den lokala polisen och Denvers SWAT-team avfyrade omkring 200 gevärsskott och handeldsvapenammunition, men samtliga kulor studsade. Förstörelsen slutade när schaktmaskinens motor överhettades och Heemeyer sköt sig själv.